# داوجاییک (میشیگان)
داوجاییک، میشیگان (به انگلیسی: Dowagiac, Michigan) یک شهر در ایالات متحده آمریکا با جمعیت ۵٬۸۷۹ نفر است که در میشیگان واقع شده‌است.

## موقعیت جغرافیایی
موقعیت جغرافیایی شهرها و مناطق اطراف به شرح زیر است: